# Seis Lagos (Texas)
Seis Lagos es un lugar designado por el censo ubicado en el condado de Collin en el estado estadounidense de Texas. En el Censo de 2020 tenía una población de 1450 habitantes y una densidad poblacional de 700,48  habitantes por km². Fue incluido como CDP en el censo de 2020.

## Geografía
Seis Lagos se encuentra ubicado en las coordenadas 33°4′16″N 96°33′59″O / 33.07111, -96.56639. Según la Oficina del Censo de los Estados Unidos,  tiene una superficie total de 2.07 km², de la cual 1,96 km² corresponden a tierra firme y 0,11 km² a agua.